# Рудольф фон Роман
Барон Рудольф Ернст Філіпп Август Йоахім фон Роман (нім. Rudolf Ernst Philipp August Joachim Freiherr von Roman; 19 листопада 1893, Байройт — 18 лютого 1970, Деттельбах) — німецький воєначальник, генерал артилерії вермахту (1 листопада 1942). Кавалер Лицарського хреста Залізного хреста з дубовим листям.

## Біографія
Учасник Першої світової війни. Після демобілізації армії залишений у рейхсвері, служив у артилерії. 1 січня 1937 року переведений в Керівництво сухопутних військ. З 1 вересня 1939 року — командир 10-го артилерійського полку. Учасник Польської кампанії. 23 вересня 1939 року знову переведений в ОКГ. З листопада 1939 року — командир 17-го артилерійського полку. Учасник Французької кампанії. З 15 листопада 1940 року — начальник 3-го артилерійського командування. З 1 грудня 1941 року — командир 35-ї піхотної дивізії. Учасник битви за Москву. В 1942 році бився в районі Гжатська. З 10 вересня 1942 року — командир 20-го армійського корпусу (з перервами в лютому-березні 1943 і в грудні 1943 — січні 1944 року). З квітня 1943 року бився під Орлом, потім на берегах Прип'яті. В січні 1945 року відступив на Нарев, а потім в Східну Пруссію. 1 квітня 1945 року відправлений у резерв.

## Нагороди
- Залізний хрест
  - 2-го класу (5 вересня 1914)
  - 1-го класу (14 серпня 1916)
- Орден «За заслуги» (Баварія) 4-го класу з мечами
- Нагрудний знак «За поранення» в сріблі
- Почесний хрест ветерана війни з мечами
- Медаль «За вислугу років у Вермахті» 4-го, 3-го, 2-го і 1-го класу (25 років)
- Застібка до Залізного хреста
  - 2-го класу (18 вересня 1939)
  - 1-го класу (1 грудня 1939)
- Німецький хрест в золоті (19 грудня 1941)
- Лицарський хрест Залізного хреста з дубовим листям
  - лицарський хрест (19 лютого 1942)
  - дубове листя (№313; 28 жовтня 1943)
- Медаль «За зимову кампанію на Сході 1941/42»